# Вільфред Канон
Серж Вільфре́д Кано́н (фр. Serge Wilfried Kanon, нар. 6 липня 1993, Абіджан, Кот-д'Івуар) — івуарійський футболіст, захисник національної збірної Кот-д'Івуару та єгипетського клубу «Пірамідс».
У складі збірної — володар Кубка африканських націй. 

## Клубна кар'єра
Вихованець футбольної школи клубу «Емполі».
У дорослому футболі дебютував 2012 року виступами за команду клубу «Глорія» (Бистриця).
Своєю грою за цю команду привернув увагу представників тренерського штабу клубу «Корона Брашов», до складу якого приєднався 2013 року.
До складу клубу «АДО Ден Гаг» приєднався 2013 року.

## Виступи за збірну
2015 року дебютував в офіційних матчах у складі збірної Кот-д'Івуару.
У складі збірної був учасником Кубка африканських націй 2015 року в Екваторіальній Гвінеї, Кубка африканських націй 2017 року у Габоні.

## Титули
- Володар Кубка африканських націй: 2015